# Molophilus paratetrodonta
Molophilus paratetrodonta là một loài ruồi trong họ Limoniidae. Chúng phân bố ở miền Australasia.